# Pohorełe (rejon stołpecki)
Pohorełe (biał. Пагарэлае, Paharełaje; ros. Погорелое, Pogoriełoje) – wieś na Białorusi, w obwodzie mińskim, w rejonie stołpeckim, w sielsowiecie Mikołajewszczyzna.

## Historia
W XIX i w początkach XX w. położone było w Rosji, w guberni mińskiej, w powiecie słuckim, w gminie Howiezna. Należało do Radziwiłłów.
W dwudziestoleciu międzywojennym wieś i leśniczówka leżące w Polsce, w województwie nowogródzkim, w powiecie nieświeskim, w gminie Howiezna. W 1921 miejscowość liczyła 328 mieszkańców, zamieszkałych w 60 budynkach, wyłącznie Polaków. 304 mieszkańców było wyznania prawosławnego, 16 mojżeszowego i 8 rzymskokatolickiego.
Po II wojnie światowej w granicach Związku Sowieckiego. Od 1991 w niepodległej Białorusi.